# Штанцмарка
Штанцмарка (от нем. stanzen — «чеканить», «штамповать» + нем. Marke — «метка», «клеймо») — отпечаток контура дульного среза оружия на коже вокруг входного отверстия раны при выстреле в упор. Образуется, если в момент выстрела дульный срез оружия плотно прижат к поверхности тела («плотный упор»). Сразу после того, как ранящий снаряд (в данном случае — пуля; в судебной медицине снарядом называется поражающий элемент, выстреливаемый из огнестрельного оружия) прокладывает раневой канал через кожу, пороховые газы, толкающие данный снаряд, оказывая значительное давление на стенки раневого канала, проникают в слой подкожно-жировой клетчатки, разрывая силой своего давления рыхлые элементы данного слоя. В результате вокруг дульного среза оружия слой кожи отслаивается от подлежащих тканей. Продолжая оказывать давление внутри раневого канала и под отслоенным кожным лоскутом, пороховые газы придавливают отслоенный участок кожи к дульному срезу оружия. Как следствие — образуется отпечаток дульного среза.
Если между дульным срезом оружия и поверхностью кожи имеется некоторое (минимальное) расстояние — штанцмарка при выстреле не образуется, поскольку пороховые газы не имеют возможности придавить кожный лоскут к дульному срезу, который удалён от поверхности тела.